# Heilig Hartbeeld (Sint Agatha)
Het Heilig Hartbeeld is een standbeeld in het Nederlandse dorp Sint Agatha, in de provincie Noord-Brabant.

## Achtergrond
Het Heilig Hartbeeld was een geschenk van de inwoners aan de Kruisheren van het Kruisherenklooster in Sint Agatha. De zestig gezinnen in het dorp hebben de ruim 3000 gulden die het beeld kostte gezamenlijk opgebracht. Het beeld werd gemaakt in het Atelier Cuypers in Roermond en werd in september 1919 ingezegend. In 2012 is het beeld grondig gerestaureerd.

## Beschrijving
De staande stenen Christus houdt zijn armen gespreid, zijn kleed hangt geplooid naar beneden. Op zijn borst is het Heilig Hart zichtbaar, achter het hoofd een nimbus.
Het beeld staat op een hoge stenen sokkel, te midden van een hekwerk. Op elk van de vier zijden is een inscriptie aangebracht, respectievelijk ALLERHEILIGST HART VAN JEZUS BESCHERM ST. AGATHA, REX SUM EGO. JOAN: XVIII:37 KONING BEN IK 5 SEPT: A.D. 1919, BEMIND ZIJ OVERAL HET HEILIG HART VAN JEZUS en GOD ALLEEN IS GROOT. GESTICHT DOOR DE BEWONERS VAN ST. AGATHA 1919.